# Mraclin
Mraclin je naselje u administrativnom sastavu grada Velike Gorice smješteno u Zagrebačkoj županiji. Nalazi se 15 km južno od Zagreba između državne ceste D30 i autoceste A11 koja jednim svojim dijelom prolazi kroz naselje. Mraclin se nalazi u srcu kulturno-povijesne regije Turopolja, a svrstava se u najveća i najmnogoljudnija turopoljska naselja. Naselje je vrlo dobro povezano sa Zagrebom (željezničkom prugom) i Velikom Goricom (željezničkom prugom te izravnom autobusnom linijom koja vozi 11 puta dnevno). Vožnja vlakom do Velike Gorice traje oko 6, a autobusom 12 minuta. Redovnom linijom vlaka za Zagreb koji vozi 14 puta dnevno dolazi se na Glavni kolodvor u Zagreb za oko 20 minuta, a automobilom vožnja do ulaska u glavni grad traje 20-ak minuta.
Mraclin se tijekom povijesti zvao Mrascin, Mrachlin, Merclin, Mrwchlin, Mraczlynye itd.
Zaštitnik naselja je Sveti Vid.

## Stanovništvo
U Mraclinu je prema popisu stanovništva iz 2011. živjelo 1074 stanovnika u 340 kućanstava. Prosječna starost stanovnika je 37,03 godine. Gustoća naseljenosti iznosi 82,6 st./km².
Veliku većinu stanovništva Mraclina čine Hrvati (99 %).
Prirodni prirast mjeri se u promilima. Očekivani životni vijek je kao i u ostalim dijelovima Hrvatske oko 75 godina, a pismenost je 99,5 %.
Prema popisu stanovništva iz 2001. g. najzastupljenija vjeroispovjest je katolička (99 %). Sve ostale vjeroispovjesti zajedno pokrivaju manje od 1 % stanovništva.
Stanovništvo Mraclina je uglavnom orijentirano prema gradovima (Zagrebu i Velikoj Gorici), a manji dio se bavi poljodjelstvom (uglavnom za vlastite potrebe). Glavne gospodarske grane u naselju su prerada drva, prerada plastike, proizvodnja opeke i građevinskog materijala, trgovina, cvjećarstvo i dr. Važni gospodarski subjekt je tvrtka Kova s više od 150 zaposlenih.
Uglavnom se govori kajkavskim dijalektom iako on pomalo izumire.
| broj stanovnika | 625   | 719   | 846   | 914   | 960   | 936   | 1044  | 1168  | 1199  | 1155  | 1316  | 1184  | 1057  | 1012  | 1106  | 1074  | 1026  |
|                 | 1857. | 1869. | 1880. | 1890. | 1900. | 1910. | 1921. | 1931. | 1948. | 1953. | 1961. | 1971. | 1981. | 1991. | 2001. | 2011. | 2021. |

## Povijest

### Stari vijek
Mraclinački prostor naseljen je već u mlađem kamenom dobu, o čemu svjedoči kameni privjesak s izbušenom rupom te kamena sjekira.
U 4. stoljeću pr. Kr. na područje Mraclina dolaze Kelti ili Gali. Lug, lugar i Obdina (današnji potok) su keltske riječi. Živjeli su na području današnjeg Jaševa i Golaka (Galaka). Ime mraclinskog polja Podumica je galsko i označava polje koje se prostire pod nanosom (dina).
Krajem 2. stoljeća pr. Kr. vojska Rimske Republike ulazi u mraclinački prostor u ratnom pohodu na Segesticu (Sisak).
Oktavijan, budući rimski car August, oko 35. pr. Kr. prolazi kroz Mraclin u ratnom pohodu na Segesticu. Rimska vojska staru galsku cestu modernizira prema rimskim standardima. Počela je žešća romanizacija mraclinačkog prostora o čemu svjedoči i danas vidljiva centurijacija obradivih površina na centurije, a svaka centurija je imala 50 hektara zemlje.
Na rimskoj cestovnoj karti nastaloj oko 340. godine ucrtan je starorimski grad Ad Fines na 20 rimskih milja od Sisciae prema zapadu, što je (29 kilometara i 600 metara). Neki povjesničari smatraju da je to prostor današnjeg Mraclina. Arheološkim istraživanjima moguće je naći ostatke Ad Finesa u središnjem i južnom Mraclinu. Središte Mraclina i danas ima sve karakteristike rimskog planiranja prostora. Ipak, postoji mogućnost da ostatci Ad Finesa leže i na području današnjeg Gornjeg Hruševca na kojem je otkriveno postojanje ostataka velikoga rimskoga grada na širokom prostoru šumskog lokaliteta Gradišće.
U 3. i 4. stoljeću iz Sisačke biskupije, poznate po sv. Kvirinu, širi se kršćanstvo te se ukorjenjuje u mraclinačkom prostoru. Rimska cesta koja je prolazila mraclinačkim prostorom smjerom Laze-Kobilnak-Doblač-Maćkovec-Obrož-Podumice-Okuje, pogoduje širenju kršćanstva. Prema legendi, sveti Vid, današnji zaštitnik Mraclina, podnio je mučeništvo za Dioklecijanovih progona kršćana početkom 4. stoljeća.
378. godine Goti pustoše mraclinački rimski prostor. To su učinili i Vizigoti.

### Srednji vijek
Dolaskom dvonožnih zvijeri Huna u 5. stoljeću, mraclinački rimski prostor je u sastavu hunske države. Stanovništvo rimskog Ad Finesa (Mraclina) bježi prema Vukomeričkim goricama tražeći sigurno sklonište.
Krajem 5. stoljeća germanski vojskovođa Odoakar vlada Panonijom, dakle i mraclinačkim prostorom. Ubrzo nakon toga Ostrogoti su zavladali Mraclinom, tj. Ad Finesom.
Početkom 6. stoljeća mraclinački prostor je u bizantskim rukama.
U 7. stoljeću dolaze konjanička ratnička plemena Avara i Slavena. Među Slavenima su i hrvatska plemena.
U ranom srednjem vijeku Mraclin je bio u sastavu Posavske Hrvatske čije je središte bio Sisak. Franački povjesničari tu hrvatsku kneževinu nazivaju Panonia Inferior (Donja Panonija).
U ratnom pohodu na Sisak i kneza Ljudevita Posavskoga franačka vojska prolazi dvadesetih godina 9. stoljeća kroz Mraclin.
Slomom Ljudevita Posavskog Mraclin ulazi u sastav franačke države.
Ujedinjenjem Hrvatske za vrijeme kralja Tomislava (910. – 928.) Mraclin je u sastavu Hrvatskog kraljevstva.
Dolaskom mađarske dinastije Arpadovića 1102. godine mraclinački prostor je dio hrvatsko-ugarske države.
u 12. stoljeću spominje se Doblačko polje. To je prvo poznato mraclinsko polje. Vlasnik Doblača (mađarski: Doblachmezew) bio je prvi poznati Mraclinčanin Djed Doblački. Doblačko polje i njegov vlasnik Djed Doblački su nedvojbeni dokaz da Mraclin postoji već u 12. stoljeću. Potomci Djeda Doblačkog su su Stanislav i Vratislav (Staniško i Vratiško). To su prva poznata mraclinačka imena.
Doblački Mraclin je građen od hrastovih oblica. Nalazi se u Zagrebačkom polju pod vlašću Zagrebačke biskupije kojoj rod Doblačkih daje određenja davanja u naturi.
Gospodarstvo doblačkog Mraclina temelji se na poljodjelstvu, govedarstvu i svinjogojstvu.
1249. godine u povelji slavonskog bana Stjepana spominje se terra Mrascin ili „zemlja Mraclin“.  Smatra se da je taj naziv nastao od imena Martin ili Marcel (Martinus, Marcellus). Možda je to bio posjed kakvog Martina ili Marcela, ili je opet nekoć tamo bila crkva posvećena jednome od ovih svetaca. Od imena zemlje Mrascin izvedeno je današnje ime Mrac(l)in.
Nema dvojbe, da nije već u 13. stoljeću Mraclin bio odveće turopoljsko naselje. Iz jedne povelje napisane 1360. godine doznajemo da je predak Mraclinčana bio Staniško, sin Vratiška i njegovi rođaci. Ovaj se prvi put spominje 1258. godine.
1255. godine se u povelji bana Stjepana spominje aqua Obdina ili potok Obdina. Obdina je keltska riječ koja označava vodu što teće niz brijeg ili nanos.
1268. godine je Bela, sin hrvatsko-ugarskog kralja Bele IV. Arpadovića, kaznio mraclinačkog plemenitaša Stanislava Doblačkoga da nosi drva zagrebačkoj gospodi.  Stanislav se nije najbolje snašao u političkim igrama na ugarskom dvoru jer je stao na stranu gubitnika Stjepana V. Arpadovića.
1271. godine kralj Stjepan V. Arpadović oslobađa Stanislava (Staniška) Doblačkoga drvonošenja zagrebačkome gradu. Kaptolu i biskupu Tomi daje desetinu svinja. Doblački ne idu na tlaku i imaju svoje Doblačko polje, što im garantira slobodu.
1360. godine želinski (Sellin) kaštelan pokušava prigrabiti mraclinačku zemlju i pokmetiti Mraclinčane tvrdeći da nisu plemići.
Dominus De Medwe (gospodar Medvedgrada) Juraj Brandenburški i njegov kapetan Benedikt Sthooz (Štos) pljačkaju Mraclin (Mrachlin) i odnose vino, žitarice, volove i svinje. Volovi služe za vuču i oranje.

### Novi vijek

#### 16. stoljeće
Podupiratelj mraclinačkog plemićkog sitniša, mladi i golobradi hrvatsko-ugarski kralj Ludovik II. Jagelović oslobađa 4. prosinca 1524. godine Mraclince od davanja daća.
Stvari su se ubrzo promijenile na lošije, a to su bitno osjetili nobiles de Mrachlin (plemići Mraclina). 1526. godine kada je na Mohaču poginuo (utopio se) njihov podupiratelj Ludovik II. Jagelović. Ivan Karlović Krbavski, novi vlasnik Medvedgrada vraća stare daće: vojščinu, banščinu i desetinu svinja.
Mraclinački plemići pripadaju najnižem obliku nobiliteta koji se ne temelji na gospodarskoj tj. posjedovnoj zemljišnoj moći već na kraljevskoj odluci da su slobodni u nekim segmentima feudalnog društvenog ustrojstva.
1546. godine Mraclinčani dobivaju suprotiva sebe novog moćnika i magnata, hrvatskog bana Nikolu Šubića Zrinskog. On će pokušati pokmetiti Mraclinčane. Zrinski pljačka klijeti, otima krave, volove, konje, svinje i žitarice. Do danas su ti njegovi postupci ostali nerazjašnjeni. To je radio vjerojatno zbog osobnih interesa te dokazivanja moći i vlasti. Opljačkana dobra koristio je i za obranu Hrvatske od Turaka.
1550. godine Mraclinčani su oružjem otjerali Zrinskoga.
1553. godine Nikola Šubić Zrinski Mraclinu i ostalim turopoljskim plemićima oprašta daće. Žestoki sukob s Turopoljcima dakle i Mraclinčanima je jednostavno napustio jer se morao usredotočiti na glavni problem – Turke koji su zaprijetili njegovim posjedima i Hrvatskoj.
Nobiles de Mrachlin se grčevito bore za očuvanje feudalnog poretka. Stoga su 1573. godine sudjelovali u gušenju Seljačke bune Ambroza (Matije) Gubca bojeći se ukidanja pravnih razlika na socijalnom planu jer bi izgubili svoje privilegije. To im se ipak dogodilo 1848. godine.
Početkom 16. stoljeća nastaju problemi s Vukovinom. Posjed Vukovinu drže Alapići kao i okolna kmetska sela: Okuje i Bunu. 1538. godine oni žele prisvojiti mraclinačku zemlju. U tome ih je podržavao rođak Zrinski.
27. rujna 1592. godine Mraclin je doživio ali i preživio najžešću tursku provalu. Pljačkaški odredi (akindžije) Hasan-paše Predojevića pretvorili su Mraclin u zgarište. Ipak, selo nije zatrijelo jer su ga Mraclinčani vrlo brzo obnovili.
1592. godine su Turci razorili vukovinsku tvrđavu jer je bila slabih obrambenih mogućnosti. Tvrđava Želin (Sellin) je opstala.
Turopolje neće spasiti ni dvorac Lukavec ni Medvedgrad već Karlovac i Želin iz kojeg je u ranu zoru 22. lipnja 1593. godine krenuo prema Sisku ban Toma Erdody. 
22. lipnja 1593. Turopolje je odahnulo. Toma Erdody pobjeđuje Turke u Bitci kod Siska. Tako je mraclinska molitva : da bi naši moguti (mitska bića velike moći) bili jakši nek turski, postala stvarnost.
Od svih hrvatskih krajeva Turci u 16. stoljeću najžešće napadaju Turopolje.

#### 18. stoljeće
U sedmogodišnjem ratu (1756. – 1763.) 16 mraclinačkih mentenaša ratuje za interese kraljice Marije Terezije protiv pruskoga kralja Fridrika II. U bitkama kod Hochkircha 1758. godine u Saskoj te 1760. godine kod Legnitze u Šleskoj vojska Marije Terezije je poražena. Mraclinačke kosti ostale su na bojnom polju Njemačke i Poljske.
1743. godine u Mraclinu se koriste srebrnjaci s likom Marije Terezije, a 1787. godine srebrne kovanice s likom Josipa II.
1785. godine Josip II. ukida kmetstvo. Mraclinačko sitno plemstvo je ogorčeno jer su njihovi malobrojni kmetovi postali slobodni. Zato ne vole Josipa II. te se orijentiraju na Ugarsku i čine veliku pogrešku jer utrčavaju u veliku Mađarsku.

#### 19. stoljeće
1809. francuska vlast ulazi u Mraclin. Mraclinčani ne vole Francuze jer ukidaju plemićke privilegije.
1816. godine glad u Mraclinu. U srpnju i kolovozu padao je snijeg. Pojavljuje se kuga i kolera. Siva prašina je uništila urod zbog erupcije vulkana u južnoj Aziji.
Oko 1840. godine u Lazima lončar Nunković proizvodi raznolike keramičke i porculanske predmete za kućnu uporabu te velike keramičke posude za čuvanje žita i pečenje mesa.
Ime Mraclina je mađarizirano u Mraclynye.
Šestorica Mraclinaca prisiljena su ratovati 1848. godine u mađarskim konvendima (domobranima) protiv Jelačića: Janko Crnić, Lacko Koos (preživio je mađarsko-hrvatski sukob, rođen 1821. godine), Miško Kovačić (preživio, rođen 1830., Tomo Kovačić, Josip Križanić (preživio sukob, rođen 1827.) i Mijo Kovačić. Stjepan Koos je bio poznati politički emigrant u Mađarskoj. U 20. stoljeću Mađarska će opet primiti hrvatske političke emigrante na Janka Pusti.
1848. godine mogut Hrvatskog narodnog preporoda Josip Jelačić pobjeđuje cara svih turopoljskih kossuthovskih velikomađarskih doušnika Antuna Danijela Jozipovića. Habsburška monarhija utemeljuje novi društveni poredak koji se temelji na građaninu koji plaća porez i financira državu. Vrijeme plemićkih privilegija otišlo je u nepovrat.
1848. godine se u župnom dvoru u Starom Čiču obrazuje prvi poznati mraclinački učenik Franjo Crnić Precektor. Učitelj mu je kapelan J. Cerovski.
1852. godine je počeo raspad zadruga u Mraclinu. Te godine je Beč uveo građanski zakonik koji je ozakonio jednakost svih građana i privatno vlasništvo s nakanom da građani financiraju državu. Raspadom zadruge svaka obitelj plaća porez. 
Jelačić je zabranio podjelu zadružne imovine jer se bojao nezaposlenosti i gladi (kao 1816. godine). Zadruge su se ipak potajno podijelile pa je Mraclin dobio mnoštvo Kovačića, Galekovića, Cvjetnića, Kosa, Križanića (najstarije plemstvo i prezime), Crnića, Štubana, Čunčića, Matanovića itd. Da bi se razlikovali stvoreni su nadimci (špicnameti).
Svećenici su smatrali da im je bilo lakše kad su Mraclinčani živjeli u zadrugama.
1857. Mraclinci su građani i dužni su plaćati prirez za rat.
Pšenica, raž, ječam, zob te od 1851. godine povećana proizvodnja kukuruza, bile su glavne poljodjelske kulture u selu. Krumpir se upotrebljava u malim količinama. Prosena i zobena kaša je hrana siromašnih, a pšenica imućnijih. Kravlje mlijeko je nezamjenjivo u prehrani.
1857. godine je u porastu uzgoj svinja. Konj još uvijek nije bio glavna vučna i radna životinja već volovi i krave.
1860. godine glad u Mraclinu i Zagrebačkoj županiji. Država je odobrila zajam za gladne na šestogodišnju otplatu. Nakon žetve glad je jenjavala.
U riječniku i govoru Mraclinaca koristi se puno riječi iz njemačkog jezika: cuk, štrik, štreka, štrof, špicname - t, cajt, cajtungi, curik itd.
1851. godine u Mraclinu živi 593 austrijskih podanika, a 1866. godine njih čak 625. Do kraja stoljeća Mraclin postaje najmnogoljudnije selo u Turopolju.
Financi hodaju Mraclinom ne bi li pronašli posađeni duhan (mraclinački baguš). Tko je želio pušiti, trebao je i kupiti duhan te tako financirati državu.
Mraclin je u nadležnosti šefa zagrebačke policije Eduarda Šadeka. Odlukom tadašnjeg Ministarstva pravosuđa policijski doušnik (zadaća mu je bila špijunirati bivše plemiće) ostaje anoniman. Dužnost je policijskog povjerenika prijaviti one Mraclinčane koji i dalje misle o plemićkim vremenima, nose zelenu odjeću atilu ili odjevaju plavi (modri) prsluk (zobun) kao simbol plemićkih vremena, ili promrmljaju: Eljen Kossuth! (Živio Košut!). 
Nezahvalni Mraclinci častili su cara, Josipa Jelačića i policijske doušnike raznim kletvama i pogrdnim povicima. Zloćeste i kletvi sklone batinala je žandarmerija.
Od 1851. godine Mraclinčani plaćaju ove poreze: zemljarinu, kućarinu i glavarinu (za svakog člana obitelji starijeg od 16 godina). Ljubitelji alkohola plaćaju poreze na vino, pivo i rakiju. Za ovisnike o nikotinu tu je bio porez na duhan. Još neki porezi koji su gotovo izludili Mraclince: biljegovina, cestarina, mostarina, skelarina, maltarina te namet na izravni porez – prirez.
1850. godine ljubitelji rakije su šokirani: uvodi se porez na pečenje iste. Bilo je potrebno prijaviti kada netko želi peći rakiju kako bi financi nadzirali pečenje i naplatili potrošarinu.
To su bile jedne od najtežih godina za Mraclinčane ikada, a sve se svodilo na tri riječi: tlaka, porez, car!
1851. godine selo Obrož postaje sastavni dio Mraclina.
31. kolovoza 1862. godine kroz Mraclin je prošla prva parna lokomotiva. Za povratnu kartu Mraclin-Zagreb trebao je težak raditi 6 dana a radnik 2 dana.
1855. godine car Franjo Josip dopušta gradnju željezničke pruge do Siska jer je to zahtijevalo vojno zapovjedništvo.
U svibnju 1862. godine radovi na prugi Zagreb – Sisak su otežani i nesigurni jer Mraclinčani ometaju radnike, ruše objekte i uništavaju instrumente. Stanovnici sela nisu bili protiv željeznice već protiv izvlaštenja vlasništva i ometanja posjeda. Oduzimano im je zemljište uz vrlo slabu naknadu. Interveniraju carevi oružnici, a naročito protiv zadruge Crnića.
4. rujna 1862. godine prvi vlak iz Zagreba za Sisak prošao je kroz Mraclin (lokomotiva i dva vagona). Bila je to probna vožnja.
1. listopada 1862. godine uspostavljen je stalni teretni i putnički promet. Tako je Mraclin dobio vezu sa svijetom. Za povratnu kartu Mraclin – Zagreb trebao je težak raditi 6 dana, a radnik 2 dana. Za treći razred u vlaku trebalo je platiti oko 100 današnjih kuna (75 groša).
Mađari mađariziraju željeznicu te ona postaje Magyar Allamvasut – Mađarske državne željeznice. Mađari krše nagodbu, a Mraclinčani zbog neznanja mađarskog jezika putuju do Lekenika.
1857. godine mraclinački učenici pješače u školu u Vukovinu. Škola u Vukovini je bila pučka trivijalka skromnih zahtjeva. Imala je konfesionalni karakter jer su učenici katolici.
1875. godine modernizator i reformator Hrvatske ban Ivan Mažuranić izvršio je reformu pučkog školstva. Njegov školski zakon opismenit će generacije Mraclinčana odgajanih u katoličkom ćudoređu. Učitelj je stručni ravnatelj, a župnik vjeroučitelj jer je vjeronauk obavezan za svu djecu. Učitelj je iste vjere kao i učenici, dakle rimokatolik.
Školovanje je obavezno za djecu svih stališah ako selo ima 40 dječaka i djevojčica školskih obveznika. Mraclin ispunjava zakonske uvjete ali nema škole. Općinska blagajna je kočnica u tome.
15. kolovoza 1888. godine na Veliku Gospu,utemeljeno je u Općinskoj hiži u Mraclinu Dobrovoljno vatrogasno društvo Mraclin po sljedećim utemeljiteljima: Franjo Crnić Preceptor (Precektor), Stjepan Galeković Gospon (zapovjednik), Janko Galeković (zamjenik), Janko Cvetnić Jančetov (penjački vođa), Mijo Kos Miškecov (štrcaljski vođa), Lacko Kovačić (rizničar) i Stjepan Galeković Stari Pepić (blagajnik). Počelo je doba vatrogastva u selu.
1889. godine mraclinski vatrogasci kupuju ručnu štcaljku čime mokrokrpno i kantarsko vatrogastvo odlazi u povijest. Ta štrcaljka danas ima vrlo veliku novčanu i kulturnu vrijednost. Ona je neprocijenjivi dokaz mraclinske vatrogasne kulture te ga danas DVD ne želi prodati. 
1890. godine je zemaljska vlada u Zagrebu odobrila pravila društva.
1895. izgrađena je crkva sv. Vida, zaštitnika Mraclina. Prilikom kopanja temelja pronađena je velika lubanja.

### Najnovije doba

#### 20. stoljeće
1906. godine na gospodarskoj izložbi u Beču braća Galeković, Stjepan i Franjo, su svijetu Austro-Ugarske Monarhije prezentirali najunosniji proizvod svinje domaće pasmine i visoke kakvoće kojom su osvojili tržište i nagrade. Požnjeli su uspjeh i priznanje u obliku srebrnog pehara. Te iste godine braća su osvojila zagrebačko tržište jer su na Hrvatsko-slavonskoj zemaljskoj gospodarskoj izložbi u Zagrebu dobili nova priznanja: srebrnu kolajnu i diplomu. Tako je mraclinsko svinjogojstvo postalo tržišno poznato i priznato.
1908. otvorena je prva škola u Općinskoj hiži. Učiteljica Anka Vrbančić je prva misionarka mraclinačke prosvjete. Nakon četiri misionarskog prosvjećivanja, zdušno pomagana od kovača Vukovića i mraclinskih konja, odlazi iz misijske postaje. Ankica je posijala sjeme iz kojeg će izrasti puno intelektualaca. Vremena ništa bez motike i pleti kotec ko i otec polako ali sigurno odlaze u nepovrat.
1911. izgrađeno je vatrogasno spremište u blizini nekadašnje močvare Krke koja se nalazila u samom centru sela. Danas je spremište skladište Mercatora.
Zbog teških životnih prilika za vrijeme Austro-Ugarske Monarhije uoči Prvog svjetskog rata mnogi Mraclinčani odlaze u SAD, zemlju snova. Pomađarena Hrvatska, visoki porezi, sitno seljačko nemoćno i tradicionalno gospodarstvo uzrokuju odlazak. Američki kapital ih je primao jer su bili jeftina radna snaga. Iz tradicionalnog poljodjelstva skočili su u industrijsko društvo. Mnogima je Kip slobode postaogrobnicom.
1913. godine Austro-Americana linija iz Zagreba otprema putnike za New York i Philadelphiju svakog četvrtka, subote i ponedjeljka. Tom linijom otišao je Lacko Štuban i dvije Lazinčice:  Barbara i Jutka Križanić.
1914. godine mraclinački domobrani trpe i ginu na bojištima Prvog svjetskog rata za interse Austro-Ugarske. Mirni, pitomi i siromašni poljodjelci neupućeni u svjetsku politiku bačeni su u rovove i bespuća istočnog ruskog fronta. Domobran Nikola Štuban Mikek umro je pokošen tifusom u ruskom zarobljeništvu. Njegovo tijelo, položeno u jamu s vodom, pronašli su domobrani iz Odre. Ruska bespuća preživjeli su: Mijo Matanović Brucin, Nikola Kovačić Đurin, Antun Galeković Antonek (predsjednik vatrogasaca) i Stjepan Crnić Štefan (također predsjednik vatrogasaca). Antonek je u zarobljeništvu prevozio žito i radio na imanju nekog plemića. Kad su 1917. godine na vlast došli boljševici "žil se gladi i strojnoga ulja". 
1922. godine je učiteljica Marija Grandovec osnovala ženski pjevački zbor. Probe su se održavale u staroj školi u Općinskoj hiži.
1923. godine učitelj Stjepan Majsec vježba mraclinačke pjevače te stvara mješoviti zbor koji ima probe u novoj (današnjoj) školi. Zbor je nazvan "Vjenčić", a to ime mu je dao ondašnji župnik Karlo Vidmar. Kao prva narodna pjesma uvježbana je "Zeleni se gaj".  
1923. izgrađena je nova (današnja) škola nazvana Bijelim labudom.
1923. godine proslavljena je 35. obljetnica DVD-a Mraclin. Zastavu je nosila (kumovala) Marija Minka Lučić, žena turopoljskog župana.
1925. godine društvo "Vjenčić" nastupa ispred vatrogasnoga spremišta na proslavi tisućite godišnjice Hrvatskog kraljevstva.
4. travnja 1927. godine vođa hrvatskog nacionalnog pokreta Stjepan Radić je na sjednici Oblasne skupštine Zagrebačke odobrio asanaciju mraclinačkog prostora. 
20. lipnja 1928. godine u Beogradu je smrtno ranjen miljenik mraclinačke svjetine Stjepan Radić. Mraclinčani su ogorčeni i tužni. U kolovozu Radić umire. Novi vođa HSS-a je Vladko Maček. Mraclin ostaje vjeran i odan Radiću i Mačeku.
"Gaćari" (mačekovci) su jedina politička i narodna moć sela. Vode ih Josip Galeković Oža Načelnikov i Josip Galeković Buševčićin koji dobro govori esperanto. 
5. lipnja 1932. godine utemeljeno je Športsko društvo„ Jelačić“ Mraclina i Vukovine, današnji Nogometni klub Mraclin. Pokretač osnivanja bio je blagajnik vukovinske općine Bolto Matković. U Jelačiću igraju prvi mraclinački nogometaši: Drago Crnić, Juraj Galeković Dušekov i Vjekoslav Galeković Pepekov. Počelo je inkubalno razdoblje mraclinačkog nogometa. Igralište je u Gajicama, između Mraclina i Vukovine. Dragutin Galeković Načelnikov je bio podupirajući član. 
1932. godine u političku emigraciju odlazi Franjo Kos Talijan. Tek mu je 18 godina. Odlazi k liparima u Italiju. 
1933. godine asanator Drago Chloupek u Mraclinu snima dokumentarni film. Nečijom inicijativom je dospio na Drugi međunarodni festival etnografskih i socijalnih filmova u prosincu 1960. gdje je pod talijanskim naslovom "Grandi famiglie croate" izazvalo svojevrsnu senzaciju na festivalu i zasjenilo nove filmove snimljene tada superiornom tehnikom pod vodstvom svjetski poznatih autora. Filmu je dodijeljena najveća nagrada festivala, a među onima koji su dobili sporedne nagrade bila su i takva imena kao poznati dokumentarist Vittorio de Sea i glasoviti Roberto Roselini.
1934. godine Drago Chloupek osnovao je muški pjevački zbor. Predsjednik je bio Josip Galeković Buševčićin.
1935. godine Mraclinčani su osnovali svoj Športski klub Radić. Predsjednik je bio Drago Kos Čik, a blagajnik Drago Crnić. Radićevci igraju na Gosponovom igralištu smještenom uz potok Obdinu i prugu. Poslije rata otvorena je pošta.
1937. godine odigrala se još jedna tučnjava ("boj") za Živice (polje između Mraclina i Buševca). Mraclinčani i Buševčani su se žestoko potukli za taj komad zemlje. Kako je rekla jedna gospođa iz Mraclina: 
1938. godine iz emigracije (Italije) se vraća Franjo Kos Talijan na temelju sporazuma Kraljevine Jugoslavije i Mussolinija. Netko pokušava likvidirati Kosa, no on je brz na pištolju i jednog napadača ranjava.
1938. godine Mraclinom hara u epidemijskim razmjerima nepoznata bolest konja. Oboljelo je oko 200 plemenitih životinja, a 20 ih je uginulo. O bolesti je pisao akademik Slavko Cvetnić. Do danas uzročnik bolesti ostao je nepoznat! Tajna još uvijek traje. Tko će je odgonetnuti, pitaju se mnogi?
8. prosinca 1938. osnovano je Hrvatsko seljačko pjevačko društvo "Kopač". Predsjednik je Josip Cvetnić Điđek. On je 1945. godine postao tragična figura mraclinačke povijesti. Zauvijek je ostao na tragičnom putu nade – Bleiburgu.

#### Drugi svjetski rat
26. kolovoza 1939. godine gaćari su presretni. Maček je stvorio Banovinu Hrvatsku. No, sreća je kratkotrajna jer je već 1. rujna počeo Drugi svjetski rat koji će Banovinu progutati. Kos je bio žestoki protivnik Banovine Hrvatske.
Poznati mraclinački gaćari (mačekovci) uoči II. svjetskog rata bili su: Josip Gleković Načelnikov, Franjo Galeković Pepičov, Nikola Kovačić Maleni, Franjo Štuban Pujcek, Janko Cvetnić Pavlinov, Stjepan Galeković Bekrija, Cvetnić Sinko, Matija Stipčić Babičin, Matija Cvetnić Lukanov, Franjo Cvetnić Mamulin, Josip Cvetnić Gango, Nikola Kovačić Rackov, Lacko Galeković Bokotov, Stjepan Galeković Pepec.
U rujnu 1940. godine u kući Nikole Paripovića održan je tajni sastanak malobrojnih ljubitelja boljševičkih ideja. Do kuće Nikole Paripovića je "bunker". To su ostaci neizgrađene mljekare.
1941. godine se Mraclin raskolio na tri dijela: gaćare, lipare, i hazjajine.[nedostaje izvor]
10. travnja 1941. godine austro-ugarski domobranski časnik Slavko Kvaternik je proglasio NDH. Mraclinački malobrojni lipari i njihov vođa Kos Talijan su zadovoljni. Gaćari se boje jer ih lipari ne podnose. Stoga odlaze u pasivnost, a njihov vođa Maček u koncentracijski logor Jasenovac. Ljubitelji Hazjajina se potajno pripravljaju za obračun s liparima. Po danu Mraclinom gazduju lipari, a noću gospodari Vukomeričkih gorica. Oružjem kucaju po prozorima i traže brašno, mast, sol i ostale namirnice. Robu treba odnijeti Nikoli Paripoviću odakle se prevozi u Gorice.  Miroljubivi Mraclinčani govore: 
U toku Drugog svjetskog rata u selu djeluje tajna boljševička organizacija "PPK" (Protiv pete kolone).[nedostaje izvor] Pripadnici PPK-a su "pepekovci". Jedan je Mraclinčanin imao nadimak  – Pepekovec. Ana Štuban Stipčić će osjetiti pepekovačku strast za ubijanjem civila. Ivan Cvetnić Baričin također. Svjedoci kažu da si je sam morao iskopati grob.
27. rujna 1943. godine pozaspali Mraclin je u 23 sata probudila eksplozija. Partizanski mineri su minirali pružni most iznad potoka Obdine kod kuće obitelji Rogina. Naišao je njemački oklopni vlak i mina je eksplodirala, a Nijemci su iz vlaka osvijetlili prve kuće i žestoko zapucali. Civili Ferda i Pavel Kos su ubijeni. To je ratni zločin. Mnogi su se pitali zašto je mina podmetnuta?
29. rujna 1943. Mraclinčani će dobiti odgovor na postavljeno pitanje. Toga dana Nijemci su opkolili selo. Pod prijetnjom oružja mještane su skupčali oko crkve svetoga Vida, uperivši u njih Šmajsere. Na temelju popisa odvode desetak Mraclinčana u konc-logor u Austriju. Premda su u rukama držali šefa boljševika, nisu ga odveli sa sobom. U popodnevnim satima mještani su pušteni u opljačkane domove. 

Uoči Božića 1943. godine u Mraclin su ujahali Kozaci. Porazmjestili su se po kućama, štagljima i u Zgradi. Kažu da se bore protiv komunizma i Staljina, a za Carsku Rusiju. Pričaju o boljševičkom teroru i o gladi u SSSR-u. Svjestan da mu se bliži kraj, Kozak Ivan je jednom Mraclinčanu rekao : 
 Tako je i bilo. Dio ih je zaglavio oko Bleiburga, a ostali su isporučeni Staljinu u sigurnu smrt. Nekoliko Kozaka je zakopano iza raspela na ulazu u selo.
Na samu Novu godinu 1944. kod pružnog prijelaza vise žrtve njemačko-kozačkog terora. 
7. svibnja 1945. godine u prijepodnevnim satima u Mraclin ulaze partizani koje vodi Zagrepčanin iz Trnja Stjepan Cerjan Puba. U ranim poslijepodnevnim satima iz pravca Gorice izvršen je njemačko-liparski[tko su ovi?] protuudar. Vode se ulične borbe. Stjepan Cerjan je ranjen kod vatrogasnog spremišta. Mraclinčani su u skloništima i podrumu Stanka Galekovića. Njemački tenk uništava željezničku prugu. Na kraju pobjeđuju Pubini dečki, a njemačko-liparski ostaci se povlače prema Gorici.
Junaštvo vatrogasca Josipa Galekovića Dušeka. Za vrijeme uličnih borbi planulo je vatrogasno spremište. Dušek utrčava u goruću zgradu i izvlači vatrogasnu imovinu. Odlikovan je kolajnom.

#### Druga Jugoslavija
Poslije rata otvorena je pošta. Poštarica je Ana Cvetnić, a poštar Edo iz Kuča. Pošta stiže vlakom iz Zagreba.
Mijo, poznati član Udbe, uhićuje po Mraclinu. Gestapovskim metodama psihoterora preodgaja na buševskom gmanju civila Josipa Galekovića Ožu Načelnikovoga i Franju Cvetnića Esperanta.  
U ljeti 1945. godine nogometne strasti najavljuju normalizaciju življenja. U organizaciji Dragutina Kosa Čika odigrana je u susjednom Buševcu prva poslijeratna nogometna utakmica. Buševec – Mraclin 5:2.
15. listopada 1946. godine Mraclinčanima su određena porezna zaduženja od poljoprivrede. Tko ne može platiti poreznici mu otimaju "bokčiju" : krave, krevete, ormare...
1947. Mraclin je elektrificiran. Luči, lojanice, svijeće i ostalo kao što je petrolejska svjetiljka postale su prošlost.
1947. godine Mraclinčani se još uvijek bave tradicionalnim poljodjelstvom, govedarstvom, konjogojstvom, svinjogojstvom i peradarstvom.
1954. godine jazzisti Vladimira Galekovića Gaje osvajaju mraclinačku glazbenu pozornicu. Tako je legendarni tamburaški zbor Cicibani dobio konkurenciju.
Sve više Mraclinaca svakodnevno vlakom putuje u zagrebačke škole. Tih godina Mraclin ima više školaraca nego cijeli velikogorički kraj.
1950. godine kupljena je za narodne nošnje razglasna stanica koja je informirala i zabavljala Mraclinčane. Tehnika i oprema "Radio Mraclina" bila je smještena u Zgradi.
20. srpnja 1952. godine osnovano je kulturno-prosvjetno društvo Ivan Goran Kovačić, danas KUD  "Dučec" Mraclin.  
20. srpnja 1952. godine na inicijativu nekih studenata, učenika gimnazije i seoske mladeži osnovano je kulturno-prosvjetno društvo Ivan Goran Kovačić. Privremeni predsjednik je Antun Galeković Pepičov, student tehnike. Društvo održava predavanja za javnost.
1955. godine otvorena je knjižnica u općinskoj hiži. Knjižničar je učitelj Franjo Jurdana. Čitateljima je na raspolaganju 279 knjiga.
1956. godine je osnovan Šahovski klub Mraclin. Šahisti su vježbali u Općinskoj hiži. Jedan od najpoznatijih mečeva: Gligorić – Gajo završio je remijem!
Tih godina u Mraclinu djeluje Poljoprivredna zadruga (u Kuli) šefa Nikole Bartolina. Zadruga je bila prvi sponzor knjižnice. 
1955. godine studenti osnivaju odbojkaški klub. Igralište je bilo u Škarpi, kod Lesingerice te kod škole.
1958. godine je Stjepan Galeković Juriga nabavio prvi televizor te je tako omogućio gledanje Svjetskog nogometnog prvenstva u Zgradi.
1960. se uređuje novo igralište, Stadion Graba.
1961. godine KUD Ivan Goran Kovačić prestalo je djelovati.
Tih godina u Zgradi se igra stolni tenis i prikazuju igrani filmovi. Kinoaparater je Josip Kos Čikov.
Krajem pedesetih i početkom šezdesetih godina počela je izgradnja Društvenoga doma.
29. siječnja 1966. godine održana je obnavljačka skupština KPD-ea Ivana Gorana Kovačića u Općinskoj hiži. Za predsjednicu je izabrana Božica Zrnčić – Križanić
Sredinom šezdesetih godina (1967.?) mraclinske ulice su asfaltirane. Sve više Mraclinčana odlazi u Zagreb i Veliku Goricu te u Njemačku i Australiju. Počelo je izmuiranje Mraclina. 
2. srpnja 1968. godine KUD Ivan Goran Kovačić je preimenovan u KUD Dučec. Predsjednicom je postala Ana Galeković Načelnikova. 
1968. godine Josip Galeković Joškec otvara Međunarodnu smotru folklora u Zagrebu. 
Na jesen 1969. godine nogometaši Mraclina su se plasirali u 1. Zagrebačku ligu. To je dugo vremenea bio najviši rank u kojem se Mraclin natjecao, sve do 2006. godine kada se plasirao u 4. HNL.
Prigodom 50. obljetnice Zagrebačkog nogometnog saveza 1969. godine NK Mraclin je dobio priznanje za napredak nogometa.
Buknućem Hrvatskog proljeća 1971. godine stvara se grupa žestokih proljećara. KUD Dučec je žarište Proljeća.
18. veljače 1973. Dućec je u krizi jer članovi ne dolaze na probe.
1974. KUD Dučec je prestao djelovati.
U lipnju 1979. godine Kulturno-umjetničko društvo je obnovljeno pod imenom KUD Josip Galeković (Buševčićin). Predsjednik je Josip Matanović Joska. 
1976. godine je mimo volje i dopuštenja mještana otvoreno smetlište ("smetlak") u Mraclinskoj Dubravi.
Ranih 1980-ih osnovana tvrtka Kova.
1986. počela je izgradnja nogometaških svlačionica u Grabi. Predsjednik je Drago Kos Kolegin.
1987. godine izvršena je dvojnička telefonizacija Mraclina. Skupi priključci otplačuju se na rate.

#### Domovinski rat
1991. godine počeo je Domovinski rat za Republiku Hrvatsku. Organiziraju se dežurstva i straže. Prva uzbuna bila je 15. rujna. Početkom studenoga iste godina raketirana je trafostanica na ulazu u naselje. Mraclinčani udomljuju i pomažu prognanicima. Na Pokupskom bojištu smrtno je ranjen Tomislav Hrkovec Hrk, a Tomislav Galeković Jurigin je teško ranjen na jednom drugom bojištu.
Nogometaši Mraclina igraju skraćeno prvenstvo i osvajaju prvo mjesto.
Devedesetih godina je procvalo privatno poduzetništvo.
Za vrijeme Domovinskog rata o Kulturno-umjetničkom društvu skrbi Sandra Crnić.
1991. godine Mraclin je zbog smetlišta dobio vodovod. Mještani sami plaćaju priključak.
6. ožujka 1991. godine policijska sila je prekinula blokadu smetlišta od strane Mraclinaca. 
Za vrijeme Bljeska i Oluje u Mraclinu je mirno. Desetine mještana sudjeluju u Oluji. Neki su se pripremili za bijeg u Njemačku. 
1995. održana je proslava stote obljetnice izgradnje crkve svetoga Vida u Mraclinu.

#### Poslijeratno razdoblje
1996. godine KUD Josip Galeković ponovno postaje KUD Dučec.
3. siječnja 2000. godine održani su parlamentarni izbori. Rezultati izbora u Mraclinu: 40 % SDP-HSLS, 20 % HSS, 20 % HDZ.
24. siječnja iste godine održan je prvi krug predsjedničkih izbora. Rezultati u Mraclinu: 1. Stjepan Mesić 352 glasa, 2. Mate Granić 133 glasa, 3. Dražen Budiša 132 glasa.
7. veljače održan je drugi krug predsjedničkih izbora. Rezultati u selu: 1. Stjepan Mesić 412 glasova, 2. Dražen Budiša 201 glas.
2000. godine lovci grade streljanu kod nogometnog igrališta.

#### 21. stoljeće
2002. godine KUD Dučec proslavio je 80. obljetnicu kulturno-umjetničkog stvaralaštva u Mraclinu.
Kulturno-umjetničko društvo "Dučec" iz Mraclina održalo je 12. veljače 2007. godine svoju 85. redovnu godišnju izvještajnu skupštinu.
Mraclinski je Društveni dom  27. siječnja 2007. bio poprištem 119. redovne godišnje skupštine Dobrovoljnog vatrogasnog društva Mraclin.
14. prosinca 2007. u restoranu "Za vašu dušu" u susjednom naselju Okuje održana je šesta tradicionalna Plava noć Nogometnog kluba Mraclin.
9. veljače 2008. godine u Društvenom domu Mraclin održana je 76. redovna godišnja skupština nogometnog kluba.
Od 12. do 19. lipnja 2022. KUD "Dučec" Mraclin proslavio je stotu godišnjicu kulturno-umjetničkoga amaterizma u Mraclinu.

#### Današnjica
Na početku 3. tisućljeća stari drveni Mraclin je otišao u nepovrat. Još ima tridesetak čardaka te isto toliko drvenih prizemnica, a ostalo je sve učinak modernog doba. Sve se više napušta poljoprivreda, a okreće se urbanom načinu života.
Danas Mraclin ima oko 1100 stanovnika. U selu se nalazi dječji vrtić, osnovna škola (četiri razreda), crkva posvećena Sv. Vidu, dva društvena doma, vatrogasni dom, lovačka streljana,  sportski dom s igralištima, par poduzeća, nekoliko trgovina i ugostiteljskih objekata. U selu djeluje niz udruga: KUD "Dučec" Mraclin koje postiže obećavajuće rezultate, Nogometni klub Mraclin koji se natječe u 4. HNL, Dobrovoljno vatrogasno društvo Mraclin osnovano 1888. godine s dugom tradicijom, Lovačka udruga "Jarebica" Mraclin i dr.

## Poznate osobe
- Slavko Cvetnić, akademik, redoviti član i tajnik HAZU
- Zlatko Crnić, predsjednik Vrhovnog suda Republike Hrvatske
- Željko Cvetnić, akademik, redoviti član HAZU
- Ratko Cvetnić, član suradnik HAZU

## Znamenitosti
- Zgrada škole, zaštićeno kulturno dobro
- Tradicijska okućnica u Mraclinu, zaštićeno kulturno dobro

## Vanjske poveznice
- Mraclin na Google Maps
- Mraclin na glosk.com  Arhivirana inačica izvorne stranice od 28. rujna 2020. (Wayback Machine)
- Karta i vremenska prognoza  Arhivirana inačica izvorne stranice od 1. rujna 2011. (Wayback Machine)
- NK Mraclin – Službene stranice
- KUD "Dučec" iz Mraclina  Arhivirana inačica izvorne stranice od 25. svibnja 2010. (Wayback Machine)
- Zagrebačka županija – Službene stranice
- Grad Velika Gorica – Službene stranice